# Valency

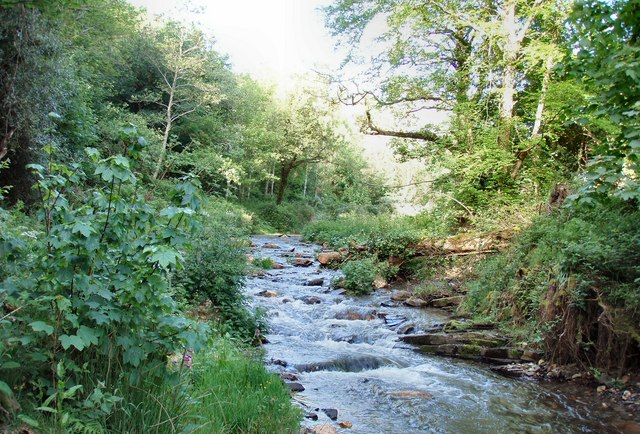
A Valency Newmills-nél

A Valency Észak-Cornwall egyik folyója, melynek sok mellékfolyója van, és egy völgyet hoz létre, mielőtt Boscastle-nél elérné a tengert. Egyik mellékfolyója a Jordan, mely ennél a falunál, kicsivel a B3263-as híd előtt torkollik bele.
A völgy partjai meredekek, és a lankásabb oldala erdősített. A 2004-es boscastle-i árvizet követően jelentős erózió ment végbe a csatornáknál.